# A köpönyeg
A köpönyeg (Шинель) Gogol egyik elbeszélése, amely 1842-ben jelent meg; az irodalomtörténet a Pétervári elbeszélések közé sorolja. Az orosz irodalomnak olyannyira alapműve, hogy Dosztojevszkij híres mondása szerint „Mi valamennyien Gogol Köpönyegéből bújtunk ki”.
Az óriási hatású mű a világ legtöbb nyelvén megjelent. Jócskán készültek belőle adaptációk, film már 1916-ban is. Magyarra először Arany János (németből) fordította le, sőt a főhős, Akakij Akakijevics nevét olykor írói álnévként is használta.

## Történet
Az ügyosztályon történt, jobb, ha nem is nevezem meg, melyiken. Nincs a világon mogorvább valami a mindenféle ügyosztályoknál, kancelláriáknál, irodáknál, egyszóval a különféle hivatali testületeknél.
A szegény hivatalnok, Akakij Akakijevics Basmacskin egyszer rászánja magát, hogy új köpönyeget varrasson magának. Amíg a kabát a szabónál készül, állandóan róla álmodozik. Aztán az elkészült ruhát elrabolják tőle a pétervári éjszakában. Egy tekintélyes tábornok segítségét kéri a köpönyeg visszaszerzésére, de az csúnyán elutasítja, majd bánatában kabát nélkül mászkál, megbetegszik és belehal. Ezt követően kísértetként visszajár, hogy mások köpenyét rabolja el.

## Magyar fordításai
- Gogol: A köpenyeg; ford. Arany János; inː Szépirodalmi Figyelő, 1860, 362-365. old.
- Gogol Miklós: Beszélyek az orosz életből. 1. Köpönyeg. 2. Egy kép a régi jó időből; ford. Arany János; Franklin, Bp., 1875 (Olcsó könyvtár)
- Nikoláj Vaszilyevics Gogoly: Egy kabát története. Regény; ford. Róna István; Tolnai, Bp., 1926 (Tolnai regénytára)
- Nikolaj Gogoly: A köpeny; Napsugár, Bp., 1943 (Napsugár könyvek)
- Gogol Nikoláj: Az ellopott köpeny; Csongor, Bp., 1943
- Vasziljevics Gogol: A köpönyegrabló kísértet; Király E., Bp., 1944 (Király regény)
- Gogolj: Három novella / Az orr / A kabát / A két szomszéd Iván; ford. Dévényi Miklós; Officina, Bp., 1947 (Officina könyvtár)
- Az arckép. Elbeszélések; ford. Makai Imre; Szikra, Bp., 1948
- Gogoly: A köpenyeg / Régimódi földesurak; ford. Makai Imre, ill. Zádor István; Új Magyar Könyvkiadó, Bp., 1951
- A köpönyeg. Beszély az orosz életből, Gogol Miklós után; ford. Arany János, sajtó alá rend., utószó Keresztury Dezső, ill. Somogyi Győző; Magyar Helikon, Bp., 1976

## Hangoskönyv
- 2006-ban a Kossuth Kiadó gondozásában megjelent az elbeszélés 94 perces hangoskönyvváltozata,[2] a művet felolvasta: Bodrogi Gyula. ISBN 9789630949279